# Вариограмма

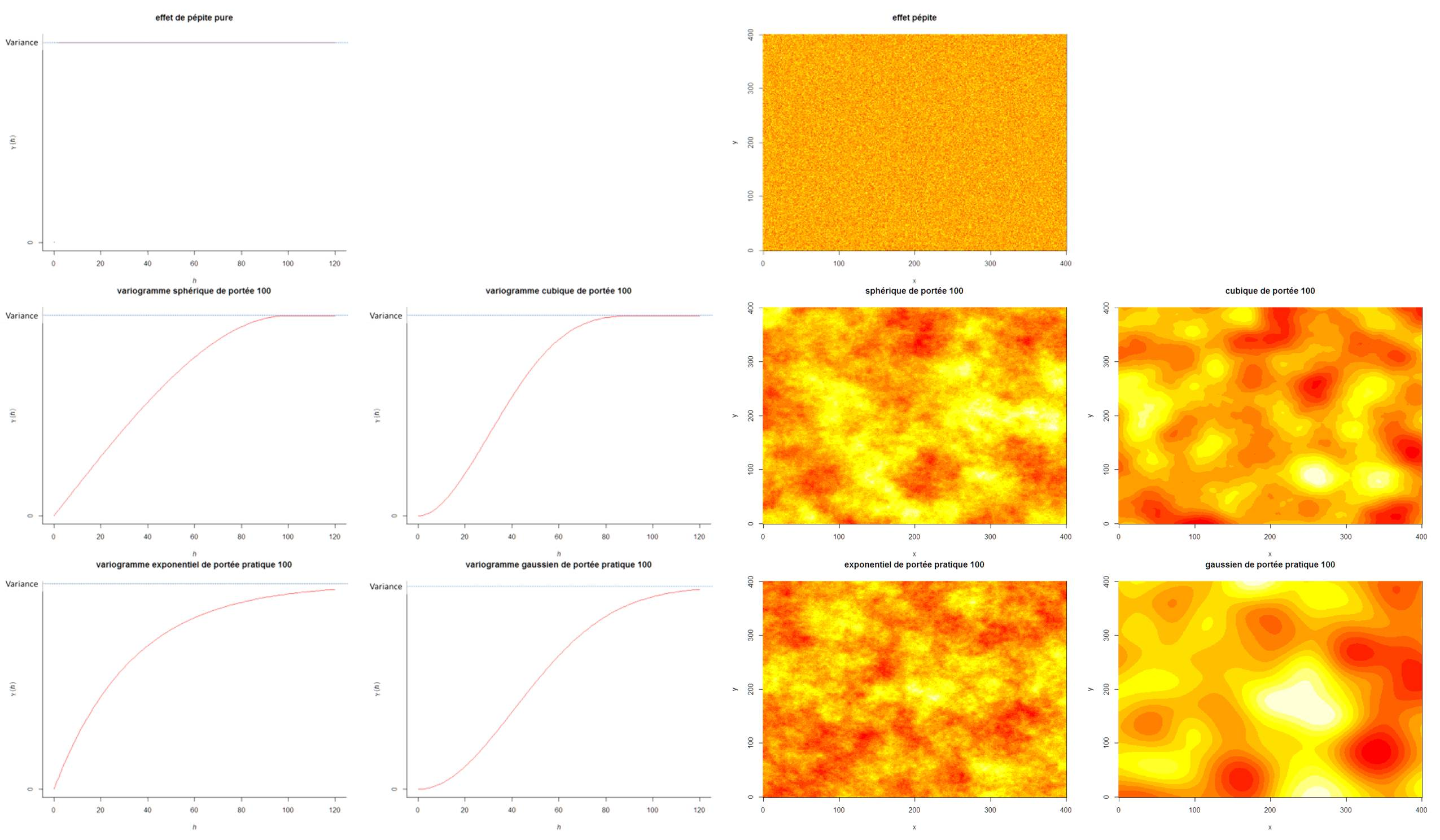
Пять классических структур вариограмм. Слева-кривые вариограмм в зависимости от расстояния ; справа-смоделированные стационарные поля, ограниченные этими вариограммами.

Вариограмма — статистический момент второго порядка, использующийся в геостатистике для анализа и моделирования пространственной корреляции.
Вариограмма {\displaystyle 2\gamma (x,x+h)} для значений пространственной переменной {\displaystyle Z(x)} в двух точках {\displaystyle x} и {\displaystyle x+h}, разделённых вектором {\displaystyle \mathbf {h} }, определяется вариацией (дисперсией) разницы значений переменной в этих точках. При этом величина {\displaystyle \gamma (x,x+h)} называется полувариограммой:
{\displaystyle \gamma (x,x+h)={\frac {1}{2}}\operatorname {var} [Z(x)-Z(x+h)]={\frac {1}{2}}\operatorname {E} \left[{\big |}{\big (}Z(x)-\mu (x){\big )}-{\big (}Z(x+h)-\mu (x+h){\big )}{\big |}^{2}\right].}
Если принять «внутреннюю (англ. intrinsic) гипотезу», о том что приращение функции является слабо стационарным, то дисперсия и среднее приращения {\displaystyle Z(x+h)-Z(x)} существуют и не зависят от расположения точки {\displaystyle x}.
{\displaystyle \gamma (x,x+h)={\frac {1}{2}}\operatorname {E} \left[{\big (}Z(x)-Z(x+h){\big )}^{2}\right]=\gamma (h).}
{\displaystyle \operatorname {E} [Z(x)-Z(x+h)]=0.}

## Сноски
1. ↑  В. Демьянов, Е. Савельева (2010) Геостатистика: теория и практика Архивная копия от 27 декабря 2014 на Wayback Machine, Наука.
2. ↑  Армстронг М. (1998) Основы линейной геостатистики, (перевод с англ.).